# Huijong av Goryeo
Huijong av Goryeo, född 1181, död 1237, var en koreansk monark. Han var kung av Korea 1204–1211. 